# Matsumoto (Nagano)
Matsumoto (松本市 -shi) é uma cidade japonesa localizada na província de Nagano.
Em 2003 a cidade tinha uma população estimada em 209 190 habitantes e uma densidade populacional de 786,81 h/km². Tem uma área total de 265,87 km².
Recebeu o estatuto de cidade a 1 de Maio de 1907.

## Património
- Castelo de Matsumoto (Matsumoto-jô)
- Antiga Escola Kaichi

## Cidades-irmãs
- Fujisawa, Japão
- Himeji, Japão
- Takayama, Japão
- Salt Lake City, EUA
- Langfang, China
- Grindelwald, Suíça
- Catmandu, Nepal